# تلفاز أوبونتو
تلفاز أوبونتو (بالإنجليزية: Ubuntu TV)‏ أو (أوبونتو تي في) هو مشروع أعلنت عنه الشركة الأم لأوبونتو (كانونيكال المحدودة) عن نظام تشغيل لأجهزة التلفاز الذكية مبني على نظام تشغيل أوبونتو و واجهة المستخدم يونيتي 2D .

## المميزات
- سيكون مبنياً على نسخة أوبونتو 12.04 .
- القدرة على تسجيل الأفلام .
- دعم أسطوانات ال دي في دي و ال بلو راي .

## مشاريع مماثلة
- جوجل تي في
- ميث تي في